# Shamániac
«Shamániac» — другий та останній студійний альбом фінського фольк-метал-гурту Shaman, який пізніше почав носити назву Korpiklaani. Реліз відбувся 4 жовтня 2002. Тексти пісень північносаамською мовою.

## Список композицій
1. "Mu sieiddi beales mun gottan (Kanöhta lávlla / Álihasta / Mu sieiddi beales mun gottan)" – 17:33
2. "Ii lea voibmi" – 3:30
3. "Shamániac" – 4:10
4. "Jalla" – 4:44
5. "Sugađit" – 8:28
6. "Duoddarhálti" – 4:49
7. "Vuola lávlla" – 2:45

## Учасники запису
- Йонне Ярвеля – вокал, йойк, електрогітара, акустична гітара, шаманський барабан
- Янне Гетау – бас-гітара
- Хоссе Латвала – ударні
- Веера Мухлі – клавішні
- Тоні Науккі – гітари
- Саму Руотсалайнен – ударні, додаткова бас-гітара